# Clouds of Sils Maria
Clouds of Sils Maria is een Frans-Duits-Zwitserse dramafilm uit 2014, geregisseerd door Olivier Assayas. De film werd geselecteerd voor de competitie van de Gouden Palm op het filmfestival van Cannes 2014.

## Verhaal
Maria Enders (Juliette Binoche) heeft een succesvolle acteercarrière en een trouwe assistente Valentine (Kristen Stewart). Als een jonge actrice Jo-Ann Ellis (Chloë Grace Moretz) een rol aanneemt in een nieuwe theatervoorstelling - dezelfde rol die Enders toentertijd beroemd maakte - begint haar wereld af te brokkelen. Zij wordt wel gevraagd voor de theatervoorstelling maar om de rol van de oudere Helene te vertolken. Achtervolgd door haar verleden, trekt ze zich samen met haar assistente terug in het Zwitserse ski-dorp Sils Maria.

## Rolverdeling

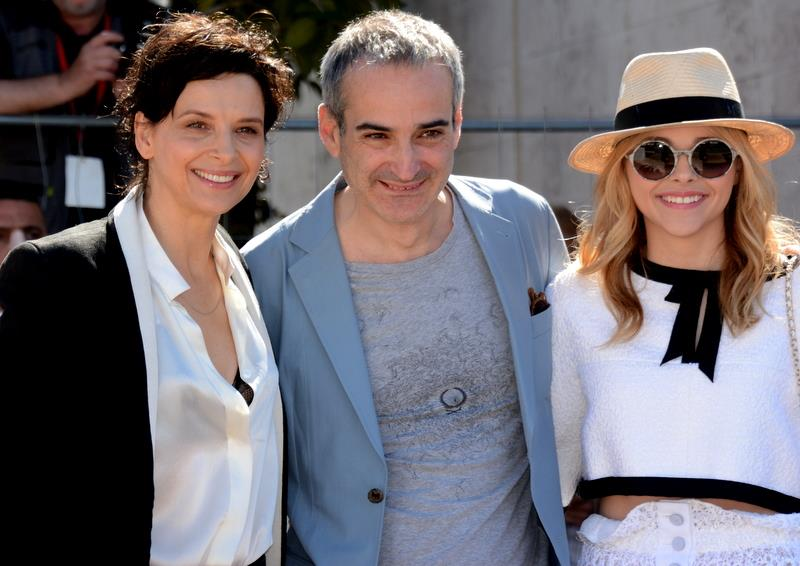
Juliette Binoche, Olivier Assayas en Chloë Grace Moretz tijdens de promotie van de film op het Filmfestival van Cannes 2014.

| Acteur              | Personage                     |
| ------------------- | ----------------------------- |
| Juliette Binoche    | Maria Enders                  |
| Kristen Stewart     | Valentine                     |
| Chloë Grace Moretz  | Jo-Ann Ellis                  |
| Johnny Flynn        | Christopher Giles             |
| Lars Eidinger       | Klaus Diesterweg              |
| Hanns Zischler      | Henryk Wald                   |
| Brady Corbet        | Piers Roaldson                |
| Aljoscha Stadelmann | Urs Kobler                    |
| Benoit Peverelli    | Berndt                        |
| Luise Berndt        | Nelly                         |
| Angela Winkler      | Rosa Melchior                 |
| Gilles Tschudi      | burgemeester van Zurich       |
| Caroline de Maigret | Chanel-persattaché            |
| Claire Tran         | Maria's assistente (Mei-Ling) |
| Jakob Kohn          | Jo-Ann's manager              |